# Euxoa cuneigera
Euxoa cuneigera là một loài bướm đêm trong họ Noctuidae.